# شبكة شارلوت (فلم 2006)
شبكة شارلوت (بالإنجليزية: Charlotte's Web) هو فيلم حركة صدر في سنة 2006. الفيلم من إخراج غاري وينيك من بطولة داكوتا فانينغ وجوليا روبرتس وستيف بوشيمي وسيدريك ذا انترتينر وجون كليز.

## الميزانية والإيرادات
بلغت تكلفة إنتاج الفيلم حوالي 85 مليون دولار بينما حقق إيرادات تقدر بـ 144877632 دولار.

## وصلات خارجية
- مقالات تستعمل روابط فنية بلا صلة مع ويكي بيانات